# Sint-Oedenrode
Sint-Oedenrode es una antigua ciudad y municipio de la provincia de Brabante Septentrional en los Países Bajos, perteneciente a la histórica bailía de Bolduque. Atravesado por el río Dommel de sureste a noroeste, el lugar disfrutó de 1232 a 1851 de los derechos de libertad, que hacían a sus habitantes ciudadanos libres, y fue municipio independiente hasta el 1 de enero de 2017 cuando se unió a Schijndel y Veghel para formar el nuevo municipio de Meierijstad.

## Galería de imágenes

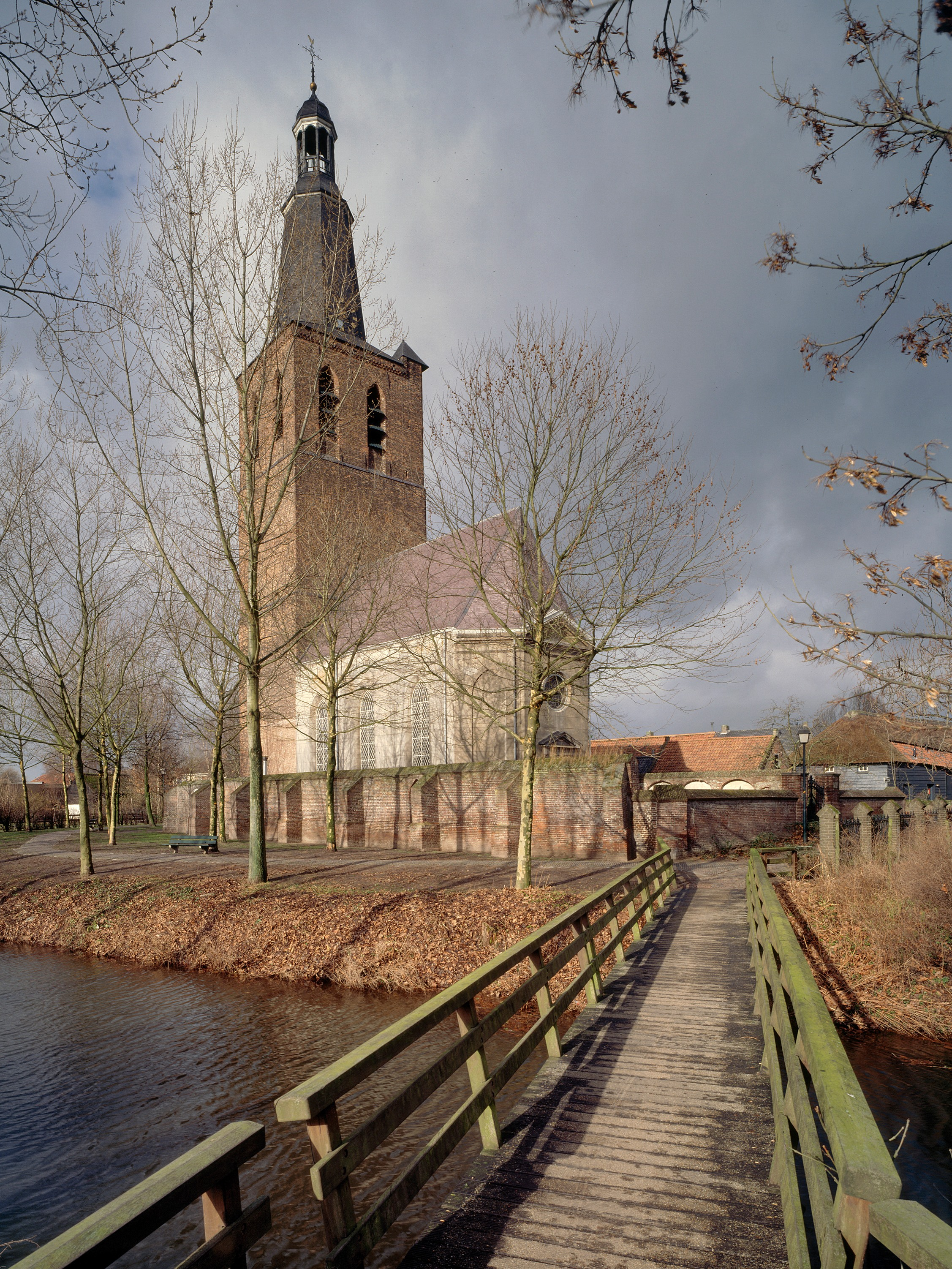
Knoptoren, Eerschot
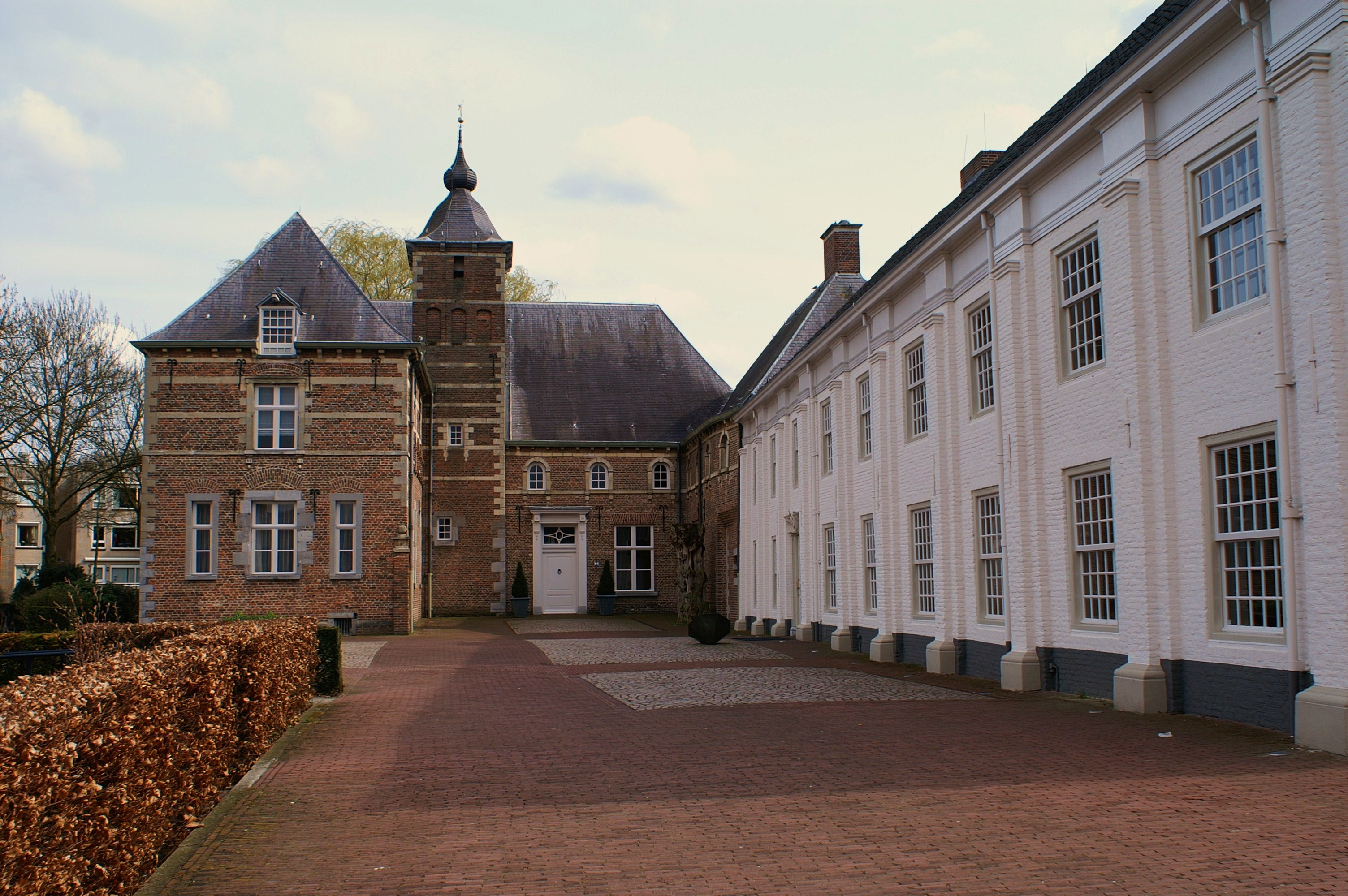
Castillo Dommelrode, sede del ayuntamiento de Meierijstad
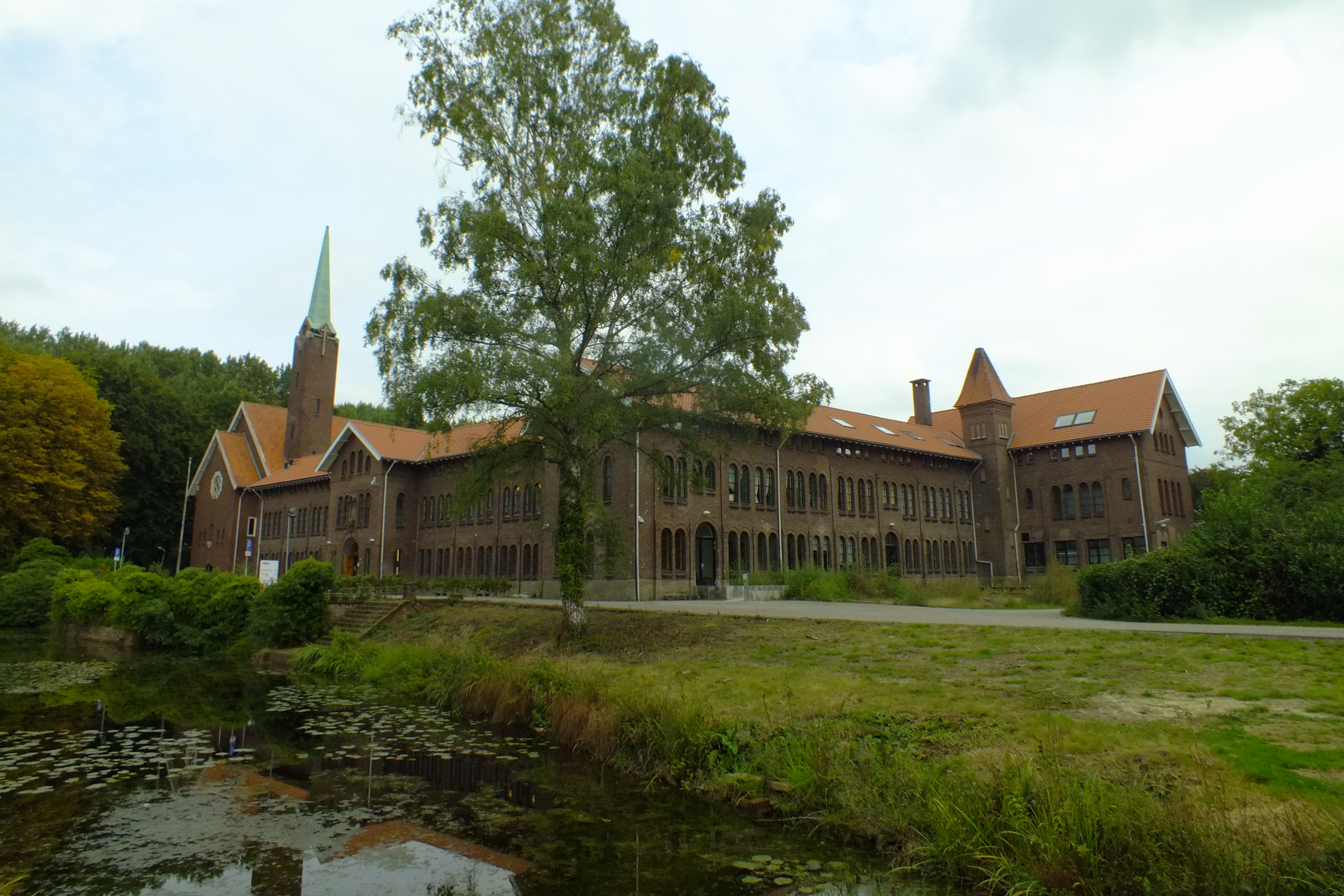
Seminario San Damián
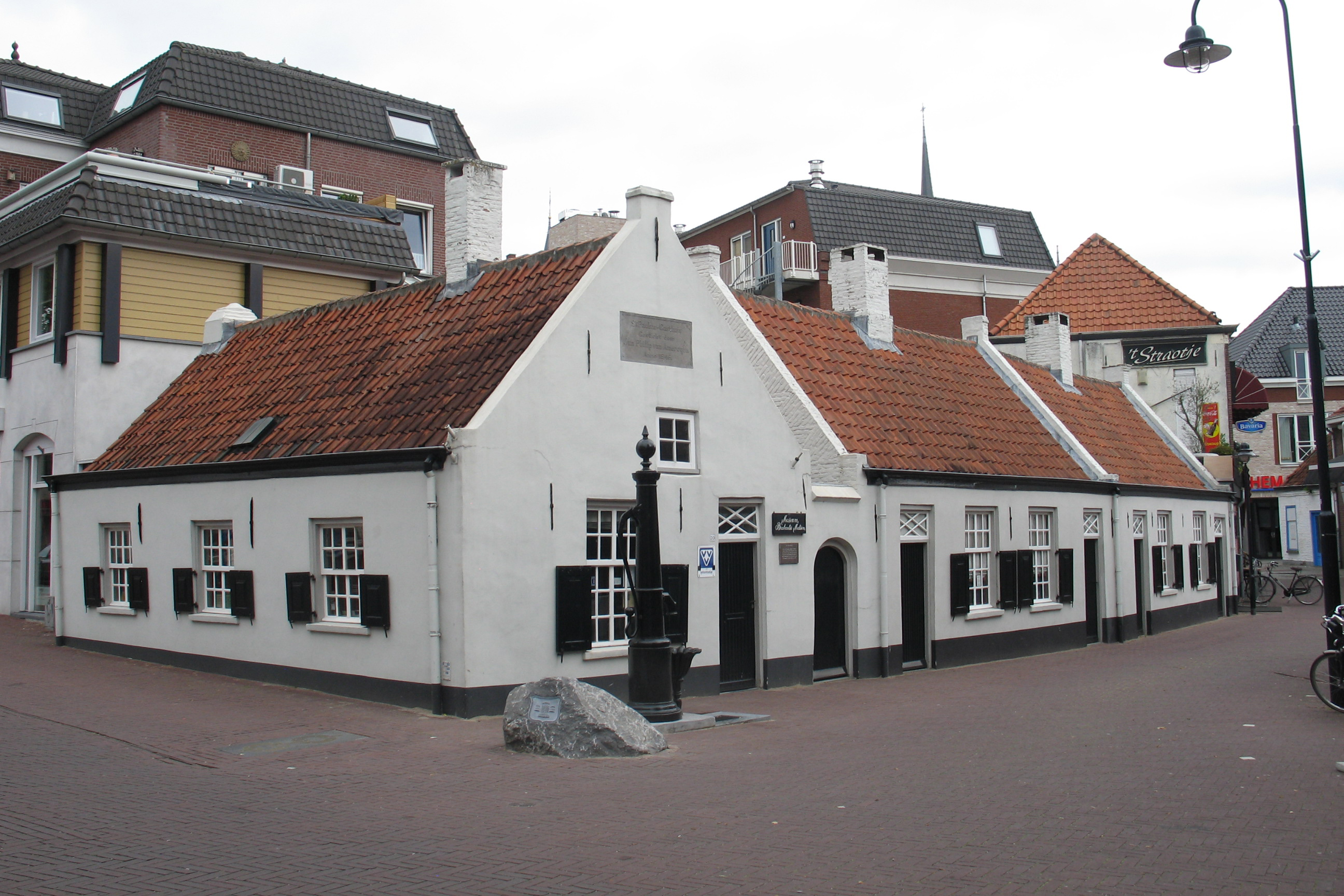
Hospicio San Pablo (Sint-Paulusgasthuis) fundado en 1546, actualmente alberga un museo de sombreros y tocas femeninas (poffers).